# Fred P. Cone

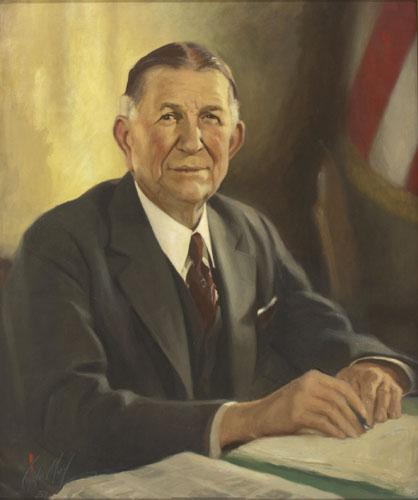
Fred P. Cone

Frederick Preston Cone (* 28. September 1871 in Benton, Florida; † 28. Juli 1948 in Lake City, Florida) war ein US-amerikanischer Politiker und von 1937 bis 1941 der 27. Gouverneur von Florida.

## Frühe Jahre und politischer Aufstieg
Frederick Cone besuchte das Florida Agricultural College und das Jasper Normal College. Nach einem anschließenden Jurastudium wurde er 1892 als Rechtsanwalt zugelassen. In Lake City machte Cone schon bald Karriere als Anwalt, Bankier und Bürgermeister. Zwischen 1907 und 1913 war er Mitglied im Senat von Florida und 1911 dessen Präsident (Speaker). In den Jahren 1924, 1928 und 1932 war er jeweils Delegierter auf den Bundesparteitagen der Demokratischen Partei und 1932 dessen Sitzungspräsident, als Franklin D. Roosevelt zum Präsidentschaftskandidaten nominiert wurde. 

## Gouverneur von Florida
Im Jahr 1936 gelang es Cone, sich die Nominierung seiner Partei zum Spitzenkandidaten für die Gouverneurswahlen zu sichern. Nach dem anschließenden Wahlsieg trat er am 5. Januar 1937 sein neues Amt an. Während seiner vierjährigen Amtszeit sprach er sich gegen neue Steuern aus. Andererseits wurde eine Gebühr für Führerscheine eingeführt. Mit dem Erlös sollte die Autobahnpolizei (Highway Patrol) finanziert werden. Der Gouverneur unterstützte Floridas Anstrengungen um einen guten Stand bei der Weltausstellung in New York City. Die Ausstellung wurde für Florida ein riesiger Erfolg. 

## Weiterer Lebensweg
Nach dem Ende seiner Amtszeit durfte Cone wegen einer Klausel in der Staatsverfassung nicht direkt wiedergewählt werden. Daher schied er am 7. Januar 1941 aus seinem Amt aus. Er bewarb sich anschließend erfolglos um einen Sitz im US-Senat, danach zog er sich aus der Politik zurück. Er verbrachte seinen Lebensabend in Lake City.